# FC Mamer 32
Il FC Mamer 32 è una società calcistica lussemburghese con sede nella città di Mamer. Il club è stato fondato nel 1932. Milita in Éirepromotioun, la seconda serie del campionato lussemburghese di calcio. Ha partecipato una volta alla Division Nationale, massima serie nazionale.

## Storia
Il FC Mamer è stato fondato nel 1932.
Fino agli anni '90 il club ha militato nelle categorie lussemburghesi inferiori, e solo negli anni '70 raggiunse la Luxembourg 1. Division, retrocedendo subito. Nel 1992 ritorna in terza serie, consolidandone la partecipazione per quasi 10 anni. Nella stagione 1999-2000, il Mamer viene promosso per la prima volta in Éirepromotioun, la seconda serie, ma retrocede immediatamente. Nel 2004–2005, il Mamer torna nuovamente in seconda divisione. Nella stagione successiva si qualifica quarto, e grazie alla vittoria dello spareggio contro il US Rumelange, viene promosso per la prima volta in Division Nationale, la prima divisione. Tuttavia il Mamer ha un tracollo, e nel giro di due stagioni torna in terza serie.
Attualmente milita in Éirepromotioun.

## Rosa 2019-2020
Rosa aggiornata al 1º ottobre 2019
| N. |                        | Ruolo | Calciatore           |
| -- | ---------------------- | ----- | -------------------- |
| 1  | Lussemburgo (bandiera) | P     | Bryan Bossi          |
| 2  | Lussemburgo (bandiera) | D     | Ben Mathieu          |
| 3  | Lussemburgo (bandiera) | D     | Kenzo Fabbro         |
| 4  | Belgio (bandiera)      | C     | Laurent Van Waas     |
| 5  | Lussemburgo (bandiera) | C     | Ian Rust             |
| 6  | Lussemburgo (bandiera) | C     | Eric Damschen        |
| 7  | Lussemburgo (bandiera) | C     | Moreno Fabbro        |
| 8  | Lussemburgo (bandiera) | C     | Cédric Barthels      |
| 9  | Belgio (bandiera)      | A     | Dine Dango-Hendrix   |
| 10 | Francia (bandiera)     | A     | Mickaël Jager        |
| 11 | Portogallo (bandiera)  | C     | Fàbio Barbosa        |
| 12 | Francia (bandiera)     | D     | Patrice Mondon Konan |
| 13 | Italia (bandiera)      | P     | Davide Colombo       |

| N. |                        | Ruolo | Calciatore        |
| -- | ---------------------- | ----- | ----------------- |
| 14 | Portogallo (bandiera)  | C     | Antonio Crespo    |
| 15 | Francia (bandiera)     | A     | Siffedine Khemici |
| 16 | Lussemburgo (bandiera) | D     | Tim Lehnen        |
| 17 | Lussemburgo (bandiera) | D     | Christophe Marxen |
| 18 | Capo Verde (bandiera)  | D     | Herman Andrade    |
| 19 | Lussemburgo (bandiera) | D     | Beno Adrovic      |
| 20 | Lussemburgo (bandiera) | C     | Aldin Bahovic     |
| 21 | Lussemburgo (bandiera) | A     | Tiago Costa       |
| 22 | Francia (bandiera)     | C     | Samir Ketlas      |
| 23 | Lussemburgo (bandiera) | C     | Sergio Teixeira   |
| 24 | Francia (bandiera)     | A     | Antoine Perkovic  |
| 25 | Lussemburgo (bandiera) | A     | Colin Hilbert     |
| 26 | Lussemburgo (bandiera) | D     | Denis Rizvani     |
| 27 | Lussemburgo (bandiera) | P     | Mike Federspiel   |
| 28 | Lussemburgo (bandiera) | P     | Claude Noël       |

## Palmarès

### Competizioni nazionali
- Luxembourg 1. Division: 1

2013-2014
- Éirepromotioun: 1

2024-2025